# At' zije Republika
Ať žije republika è un film del 1965 diretto da Karel Kachyňa.